# Martin Sus (Fußballspieler, 1990)
Martin Sus (* 15. März 1990 in Benešov) ist ein tschechischer Fußballspieler.

## Vereinskarriere
Sus begann mit dem Fußballspielen beim FK Říčany, im Alter von sieben Jahren wechselte der Defensivspieler zu Slavia Prag. Drei Jahre später ging Sus zum Rivalen Sparta Prag. In der Saison 2007/08 wurde der Abwehrspieler dort zum ersten Mal in der B-Mannschaft eingesetzt, die aus der drittklassigen ČFL in die 2. Liga aufstieg. In der Zweitligasaison 2008/09 wurde Sus regelmäßig im B-Team eingesetzt, spielt aber auch noch bei den A-Junioren. Auch in der Spielzeit 2009/10 ist er Stammspieler im B-Team, steht aber hin und wieder im Kader der A-Mannschaft.

## Nationalmannschaft
Sus spielte bisher für die tschechische U-16, U-17, U-18, sowie U-19-Auswahl. 

## Erfolge
- Tschechischer Pokalsieger: 2014/15